# 7370 Красноголовець
7370 Красноголовець (7370 Krasnogolovets) — астероїд головного поясу, відкритий 27 вересня 1978 року.
Тіссеранів параметр щодо Юпітера — 3,375.